# Ipomoea robbrechtii
Ipomoea robbrechtii är en vindeväxtart som beskrevs av J. Lejoly och S. Lisowski. Ipomoea robbrechtii ingår i släktet praktvindor, och familjen vindeväxter. Inga underarter finns listade i Catalogue of Life.